# Sérgio Manuel Ribeiro Dinis
Sérgio Manuel Ribeiro Dinis (Ermelo, 8 de março de 1970) é um prelado português da Igreja Católica, é desde 2024 o bispo de campo de Portugal.

## Biografia
Obteve a licenciatura em teologia pela Universidade Católica Portuguesa e em direito canónico pela Universidade Pontifícia de Salamanca.
Foi ordenado sacerdote em 17 de julho de 1994, e incardinado na diocese de Vila Real. De 1993 a 1996 foi secretário do Bispo Joaquim Gonçalves. Entre 1996 e 1998, foi pároco de S. Maria Maior de Murça, Nossa Senhora da Anunciação em Noura, e Santa Maria Madalena em Candedo; de  1996 a 2014, foi Pároco de Nossa Senhora da Purificação em Fiolhoso e de São Sebastião em Pópulo.
Além de pároco de Santa Maria Maior de Murça, de Nossa Senhora da Anunciação em Noura e de Santa Maria Madalena em Candedo, também era Juiz do Tribunal Eclesiástico Interdiocesano de Vila Real, Decano do Decanato Douro II, Capelão da Santa Casa da Misericórdia de Murça, Membro do Colégio de Consultores, do Conselho Presbiteral e do Conselho Pastoral da Diocese de Vila Real, até o momento de sua nomeação episcopal.
Em 22 de novembro de 2024, o Papa Francisco nomeou-o bispo de Campo de Portugal. Recebeu a ordenação episcopal em 26 de janeiro de 2025, na Igreja de Nossa Senhora da Conceição de Vila Real, de Dom António Augusto Azevedo, bispo de Vila Real, coadjuvado pelo cardeal Dom António Marto, bispo emérito de Leiria-Fátima e por Dom Rui Valério, S.M.M., patriarca de Lisboa.